# Televisão no Barém
A televisão no Barém começou em 1973, transmitindo cinco horas por dia. Existem sete canais abertos, dos quais quatro são de propriedade privada. A emissora de serviço público do país, Bahrain Radio and Television Corporation, transmite o popular Canal 44; cerca de 35-40% de sua produção é produzida localmente.
O Barém hospedou historicamente uma série de radiodifusores pan-árabes, como a Orbit antes da fusão da OSN, e o canal MBC2. Também abriga o canal de notícias Alarab News, financiado pelo príncipe Al-Waleed bin Talal, que cobre questões políticas, econômicas e sociais relacionadas à região árabe.
O satélite livre é a plataforma de televisão dominante, representando 51% das famílias do baremitas. O país tem uma penetração relativamente alta de TV paga, estimada em 51% em 2011. As três principais operadoras de TV paga são a OSN, a ART e a Al Jazeera Sports.